# Écommoy
Écommoy är en kommun i departementet Sarthe i regionen Pays de la Loire i nordvästra Frankrike. Kommunen ligger i kantonen Écommoy som tillhör arrondissementet Le Mans. År 2022 hade Écommoy 4 818 invånare.

## Befolkningsutveckling
Antalet invånare i kommunen Écommoy
| Referens: INSEE |